# Irbit (fiume)
L'Irbit (in russo Ирбит?) è un fiume della Russia siberiana occidentale, affluente di destra della Nica, nel bacino dell'Ob'. Scorre nei rajon Sucholožskij, Artëmovskij e Irbitskij dell'oblast' di Sverdlovsk.
Il fiume ha origine nel distretto Sucholožskij, poi scorre in direzione nord-orientale attraversando le località di Krasnogvardejskij e Zajkovo. Sfocia nella Nica a 165 km dalla foce, all'interno della città di Irbit. Ha una lunghezza di 171 km, il suo bacino è di 5 640 km². Il suo maggior affluente è la Bobrovka (lungo 70 km) proveniente dalla sinistra idrografica.